# Ronald Castillo
Ronald Castillo (19 agosto 1965) è un ex giocatore di calcio a 5 costaricano.

## Carriera
Castillo ha disputato il FIFA Futsal World Championship 1992 in cui la nazionale costaricana è stata eliminata nel girone del primo turno comprendente Brasile, Belgio e Australia.